# 押し花

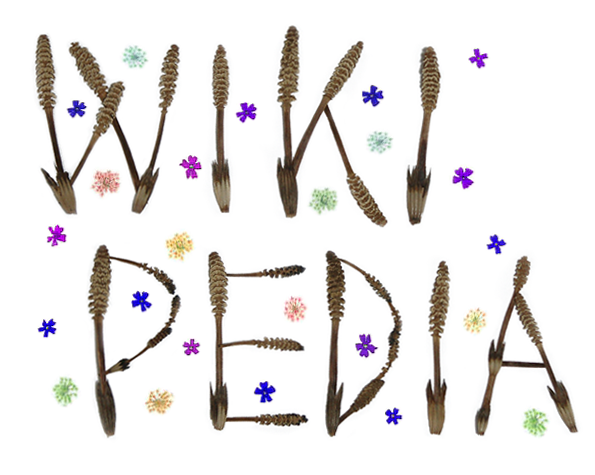
押し花のつくしで作ったウィキペディアのロゴ

自然の花や葉等を押して、平面状に乾燥させた素材を押し花（おしばな）と呼ぶ。小型作品では栞、クリスマス・カード、絵はがき等、大型作品ではウェディングブーケ等がある。植物学では古くからこれが正式な標本作製の方法とされた。それについては押し葉標本を参照のこと。

## 歴史
日本では古来特に女性が押し葉・押し花を趣味として作ることが行われてきたが、江戸時代には「博物大名」の重鎮で熊本藩藩主・細川重賢の図譜『押葉帖』（1752年）などが編纂されている。江戸中期には一般武士階級にまで普及し、朝顔などの押し花帳がなどが有名で、滝沢馬琴（1767〜1848年）も「押し花帳」を作っていたことが知られている。
ヨーロッパでは、16世紀ごろにイタリアの生物学者が標本として押し花を残していたと記録があり、19世紀英国のビクトリア朝に盛んに行われたという。

## 花材の作り方
専門的な材料が無い場合は、古くから行われている方法で製作する。
1. 植物を採取する。花の場合はドライフラワーと同様に、新鮮さがある時に切り取る。
2. 分厚い本を開いてティッシュを敷き、植物が重ならないように配置する。
3. 植物の上にティッシュを被せて、本を閉じる。
4. 本の上に重しを乗せるか、ゴムなどを巻いて、圧力をかける。
5. 数日後、植物を本から取り出す。本自体は植物から水分を抜き取る能力はかなり低い。押し花が完成しているように見えても、実際には植物の中には水分が残っている。植物を紙袋等に入れて、強力乾燥剤と一緒に密閉性が高いプラスチック容器の中に入れて保存する。

材料の進歩により、日本では1990年あたりから本を使い乾燥させる方法は、必要が無くなり廃れてきた。ただし、植物を平面に慣らす仮押しとして、そして旅行時の応急処置としてならば、今でもこの方法は使える。

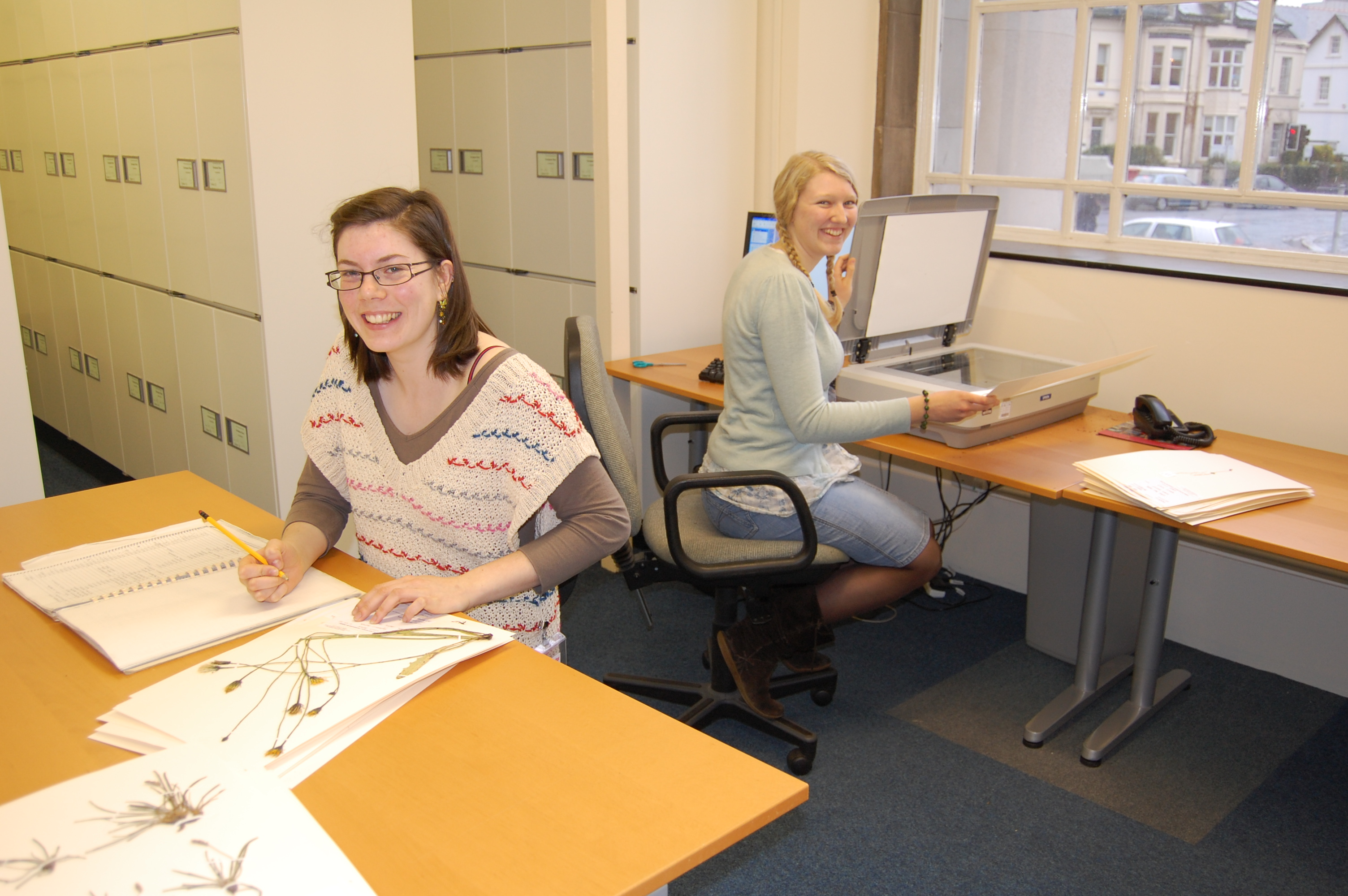
押し葉標本をスキャナで撮影している様子。同じように押し花絵もスキャナで撮影できる。

## 撮影
関連する材料の技術進歩と、その材料の使い方に進歩があっても、完成作品は劣化する。何時までも残しておきたい作品は、性能が良いデジタルカメラ、スキャナ、パソコンを使い、画像として保存する。2000年以降は安くても高機能な機種が販売されていることにより、自然素材を使う創作ジャンルにとっては良い環境が整っている。

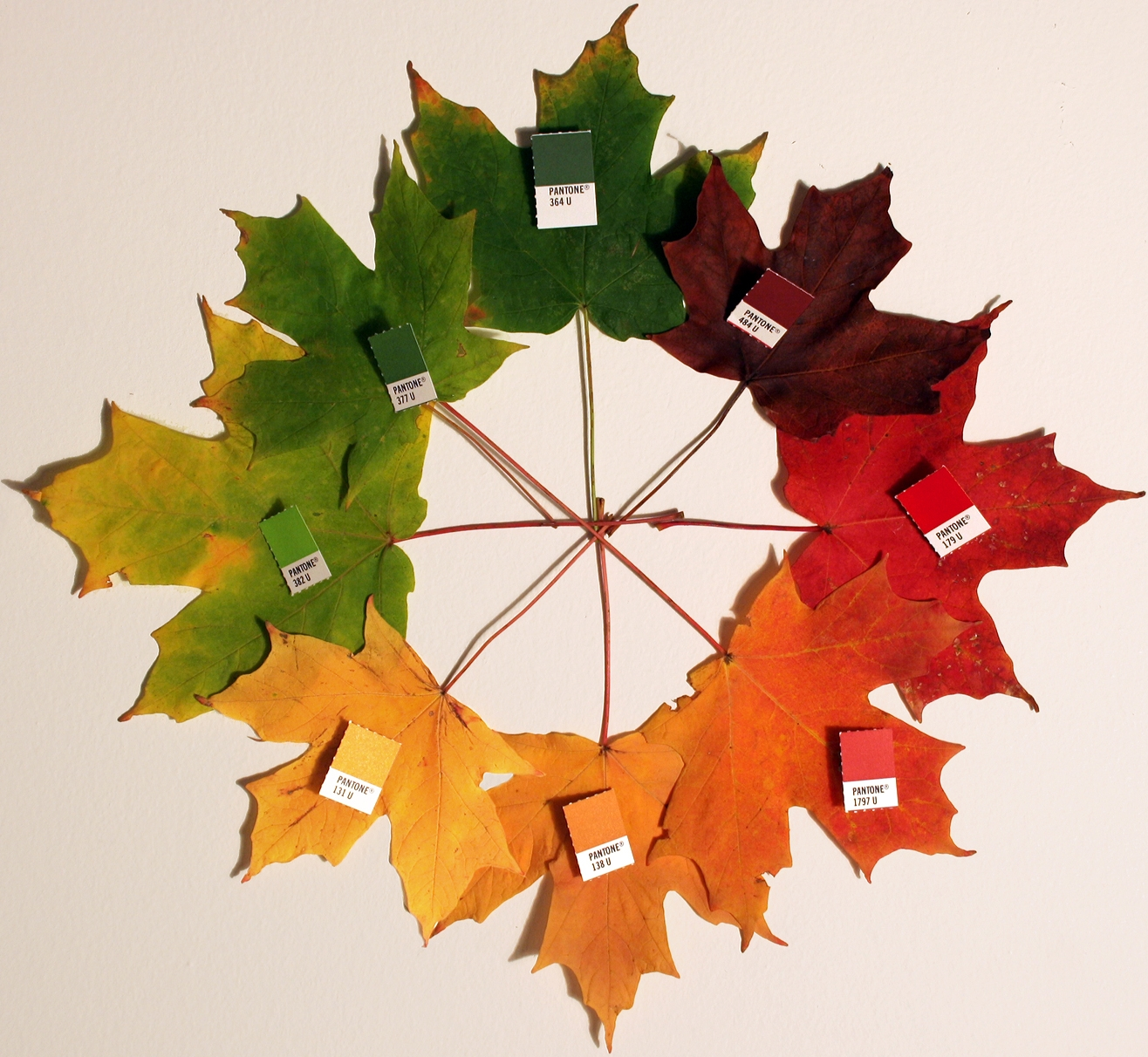
紅葉は、木に付いている新鮮な葉を乾燥すれば変色しにくい。ただし品種によっては、ダークな色に変わることがある。黄葉は、変色しやすい。緑葉は、どのような品種でも退色する欠点があり使いにくい。

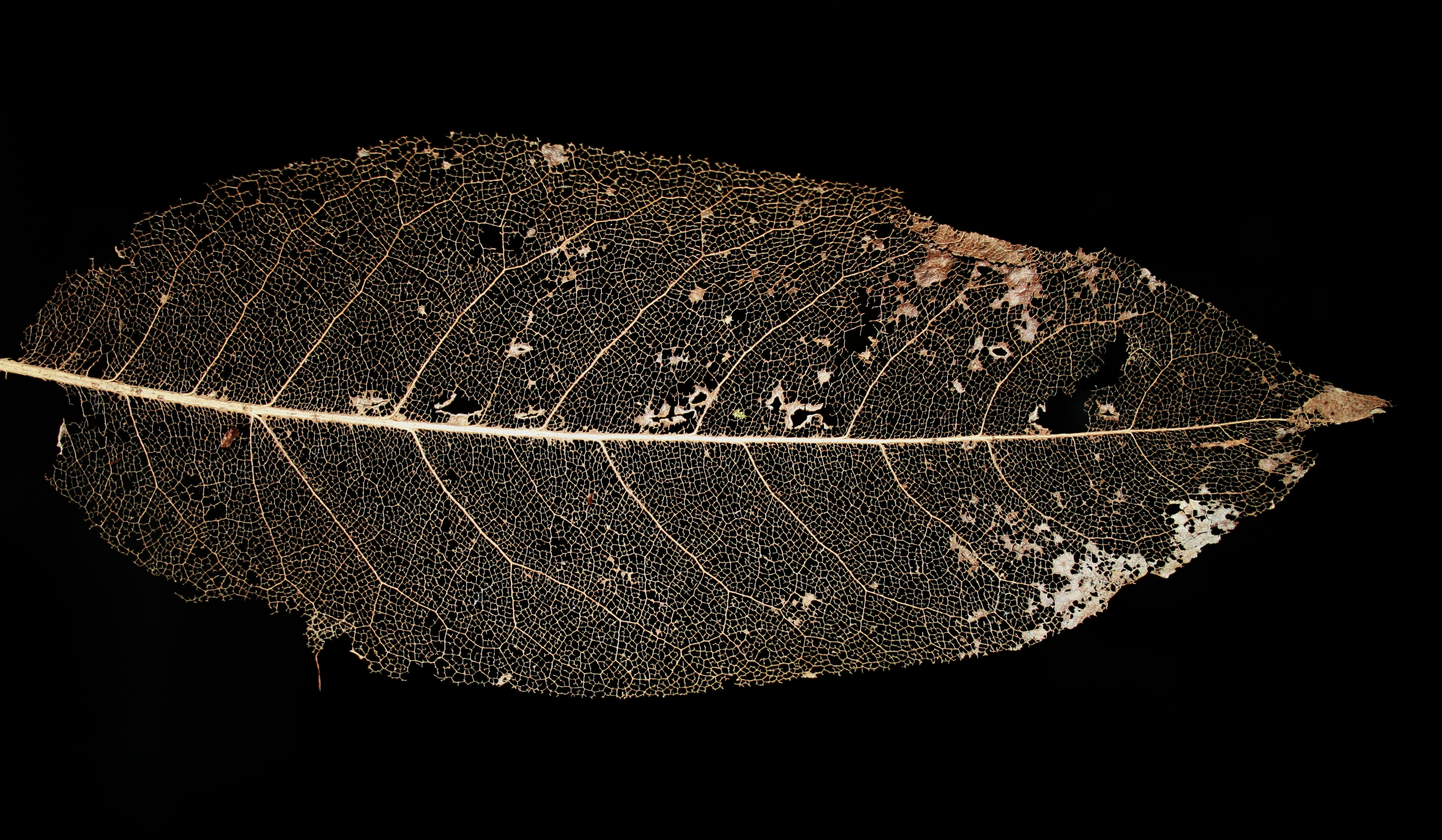
透かし葉も乾燥させる。至急で必要な場合は、アイロンをスチーム無し設定で使い湿気を取る。

## 教室
女優の吉高由里子が雑誌企画で押し花絵に挑戦して、「連載史上、一番難しかった」「惨敗」だと語っている。押し花絵は、見た感じは作りが簡単そうに見える。しかし実際には花材を重ねたり、バランス良く配置することは難しく、他の文化ジャンルや職人と呼ばれる業種と同様に、地道な経験が必要になってくる。こうした事情があり、各地で教室経営が成り立っている。

## その他
海藻を使った押し花は、海藻押し葉（かいそうおしば）という。イギリスでは、植物や動物の標本化は生殖器があることから女人禁制であったが、海藻はお咎めがなくビクトリア時代には盛んに海藻押し葉のコレクション（シーウィード・コレクティング）が行われ、ヴィクトリア女王や女性作家のジョージ・エリオットなども収集していた。
学術的に標本としたものは、押し葉標本（腊葉標本）という。